# مایکروچیپ
مایکروچیپ (انگلیسی: Microchip) شرکت فناوری اطلاعات آمریکایی است، که در سال ۱۹۸۹ تأسیس شد.